# 하와시
하와시(소말리어: xawaash)는 소말리아의 배합 향신료이다. 강황, 계피, 깟씨, 정향, 카다멈, 쿠민, 흑후추 등을 배합해 만들며, 육두구, 호로파, 회향 등을 넣기도 한다.

## 이름
소말리아어 "하와시(xawaash)"는 "향신료"를 뜻하는 말이다. 어원은 아랍어 "하와이즈(خاواييج)"이다.

## 같이 보기
- 시그니
- 하와이즈